# Shodai-yaki

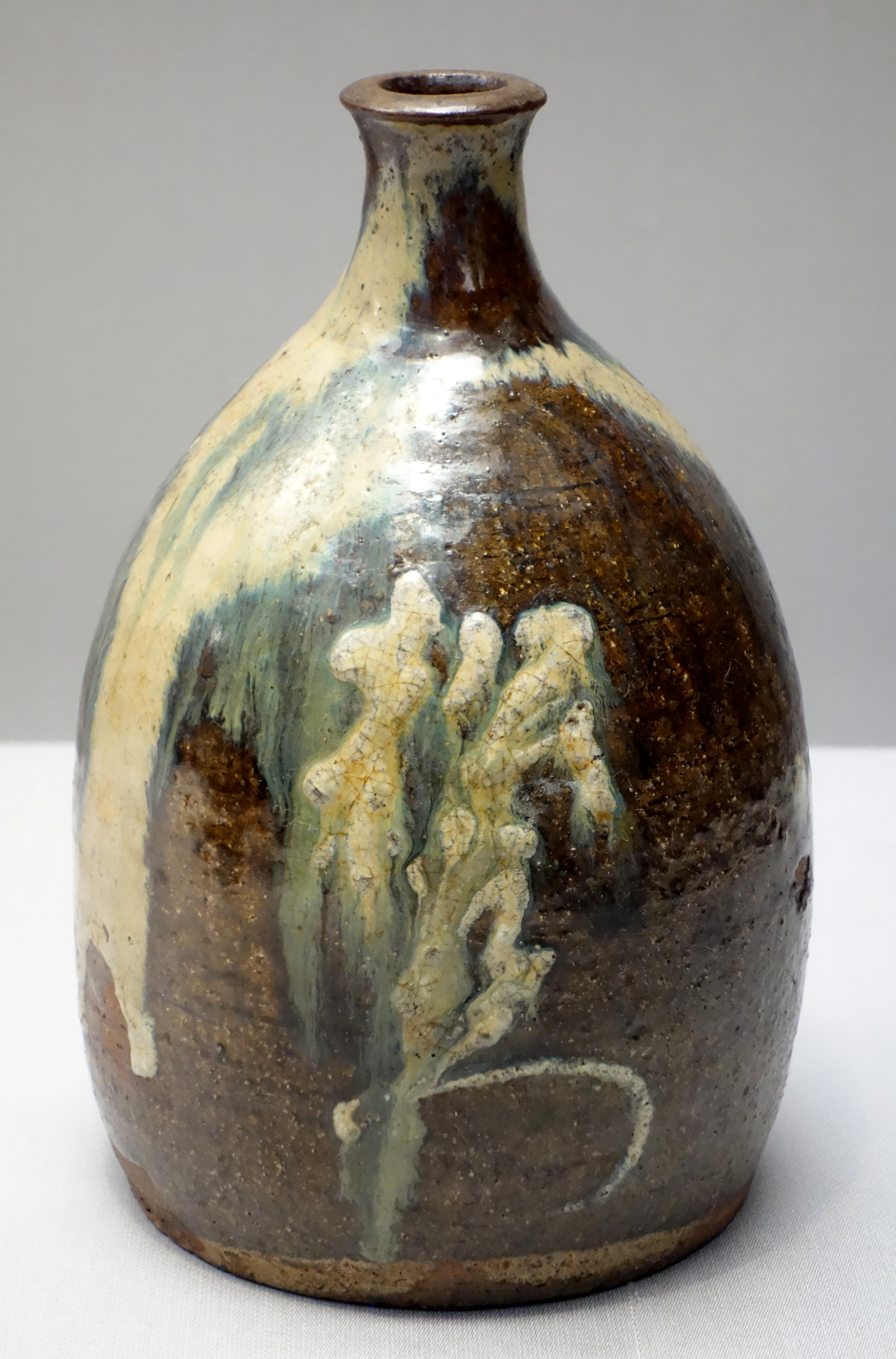

Shodai-Keramik (japanisch 小代焼, shodai-yaki; auch Gotoku-yaki) ist die Bezeichnung für japanische Keramikprodukte, die hauptsächlich in Arao in der Präfektur Kumamoto hergestellt werden. Sie werden auch im nördlichen Teil der Präfektur Kumamoto hergestellt, zum Beispiel in den Städten Nankan und Kumamoto. Sie werden seit dem Jahr 1632 kontinuierlich gebrannt. Sie zeichnen sich durch die traditionelle Technik „Nagashikake“ (japanisch 流し掛け) aus, die die Verwendung von Glasuren beinhaltet. Charakteristisch sind ihre kräftigen Farben und die schönen unregelmäßigen Muster. Sie sind als sehr nützliche Keramik bekannt. Im Jahr 2003 wurde Shodai-Yaki als nationales traditionelles Handwerk anerkannt.

## Merkmal
Es wird auch Gotoku-yaki genannt, da es die fünf Tugenden „keine Fäulnis“, „keine Übertragung von frischem Geruch“, „kein Bedarf an Feuchtigkeit“, „Beseitigung on Gift“ und „Verlängerung von Leben und Langlebigkeit“ besitzt.